# Papiu Ilarian (Mureș)
Papiu Ilarian (veraltet Budiul de Câmpie, Budiu oder Bidiu; deutsch Boden, ungarisch Mezőbodon oder Bodon) ist eine Gemeinde im Kreis Mureș, in der Region Siebenbürgen in Rumänien.

## Geographische Lage

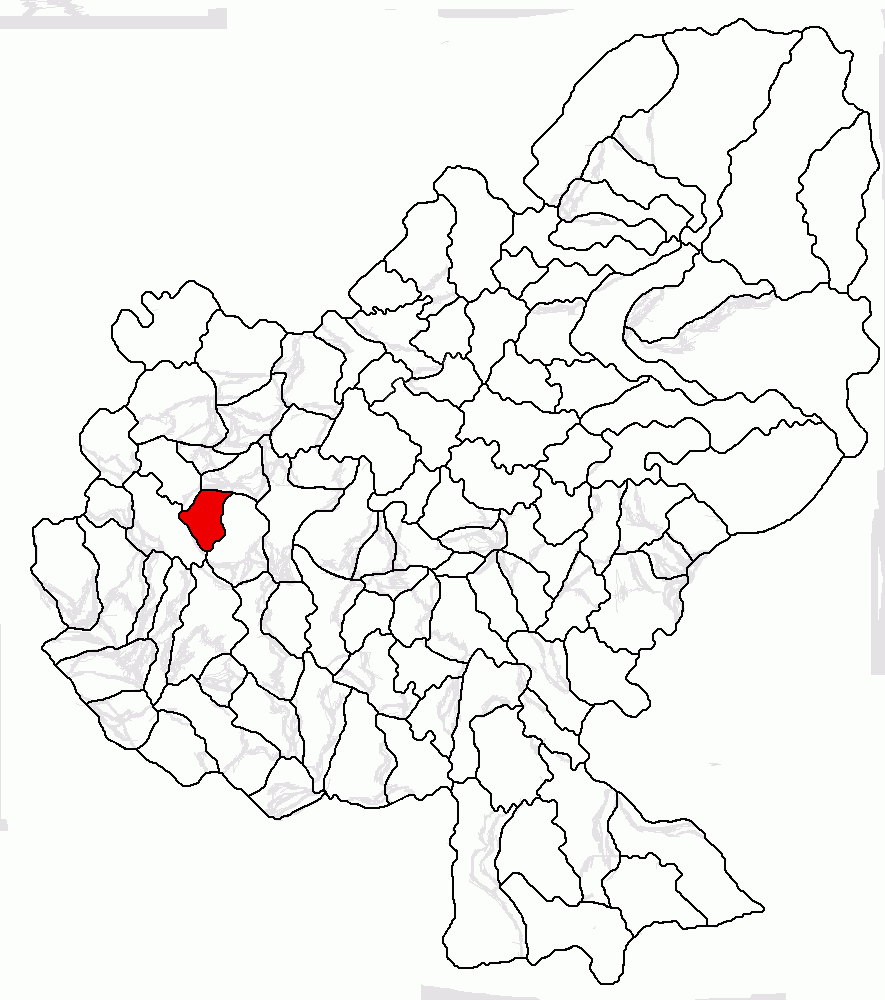
Lage der Gemeinde Papiu Ilarian im Kreis Mureș

Die Gemeinde Papiu Ilarian liegt in der Siebenbürgischen Heide (Câmpia Transilvaniei) – Teil des Siebenbürgischen Beckens – im Westen des Kreises Mureș. Am Bach Icland und der Kreisstraße (Drum județean) DJ 153G befindet sich der Ort Papiu Ilarian 19 Kilometer nordöstlich von der Kleinstadt Luduș (Ludasch) und etwa 40 Kilometer (28 km Luftlinie) westlich von der Kreishauptstadt Târgu Mureș (Neumarkt am Mieresch) entfernt.

## Geschichte
Der Ort Papiu Ilarian wurde erstmals, nach unterschiedlichen Angaben, 1332 oder 1334 urkundlich erwähnt. Im Mittelalter war der Ort ein Szeklerdorf und gehörte dem Landgut Bogata.
Eine Besiedlung des Ortes wird nach archäologischem Fund in die Römerzeit datiert. Zahlreiche archäologische Funde in Papiu Ilarian werden unterschiedlichen Zeitalter, bis in die Jungsteinzeit zurück, zugeordnet.
Zur Zeit des Königreichs Ungarn gehörte die heutige Gemeinde zum Teil dem Stuhlbezirk Régen alsó („Unter-Regen“) und zum Teil dem Stuhlbezirk Marosludas in der Gespanschaft Torda-Aranyos anschließend dem historischen Kreis Turda und ab 1950 dem heutigen Kreis Mureș an.

## Bevölkerung
Die Bevölkerung in der Gemeinde Papiu Ilarian entwickelte sich wie folgt:
| 1850 | 1.209 | 611   | 501   | - | 88 |
| 1910 | 1.552 | 718   | 791   | 1 | 42 |
| 1956 | 2.193 | 1.078 | 1.105 | - | 10 |
| 2002 | 1.013 | 434   | 569   | - | 10 |
| 2011 | 963   | 402   | 548   | - | 13 |
| 2021 | 827   | 341   | 473   | - | 13 |

Seit 1850 wurde auf dem Gebiet des Ortes Papiu Ilarian die höchste Einwohnerzahl und die der Magyaren und der Rumänen 1956 ermittelt. Die höchste Anzahl der Roma (88) wurde 1850 und die der Rumäniendeutschen je einer 1880 und 1910 registriert.

## Sehenswürdigkeiten
- Die reformierte Kirche im 14. Jahrhundert errichtet,[7] steht unter Denkmalschutz.[8]

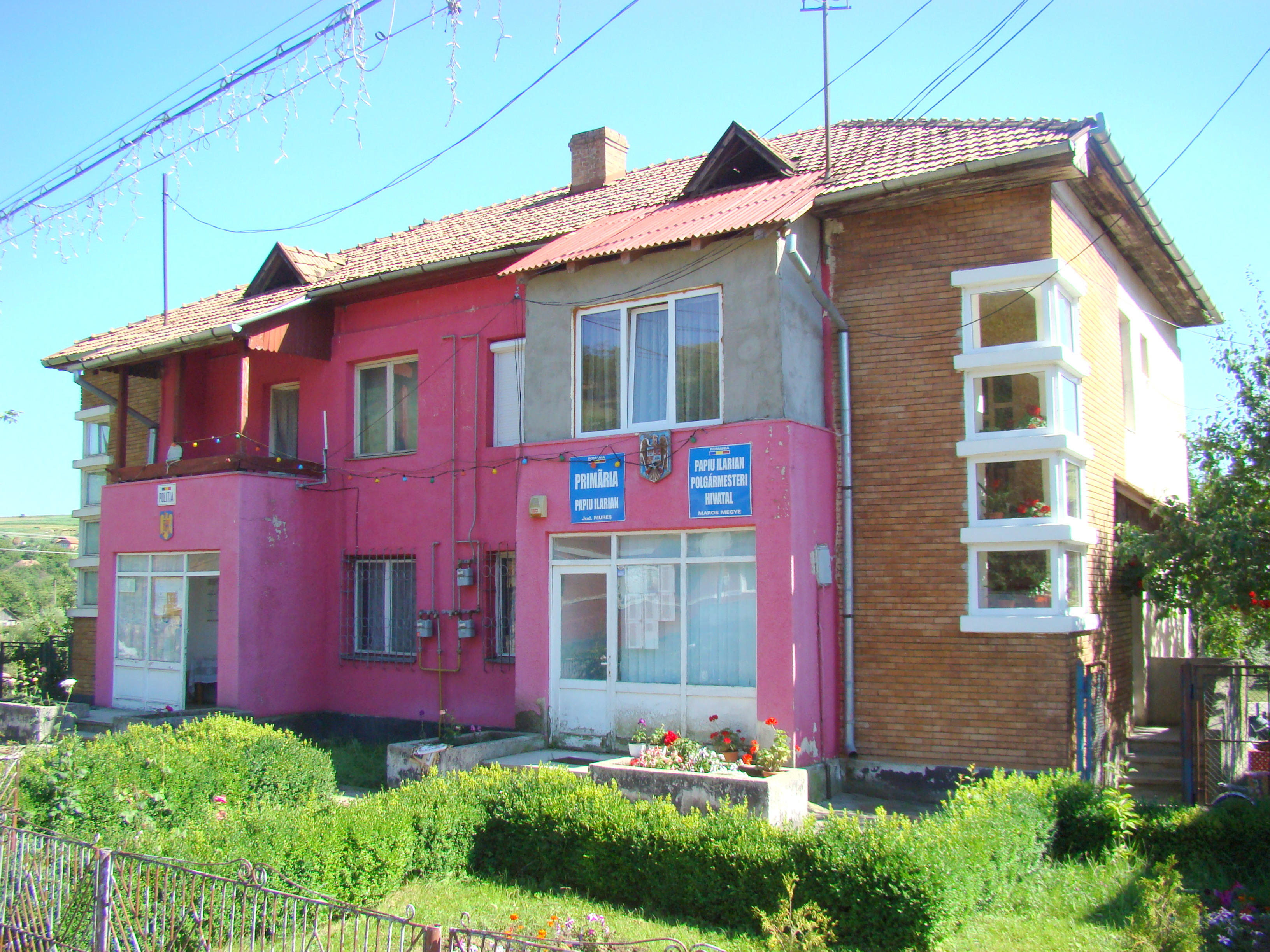
Rathaus in Papiu Ilarian
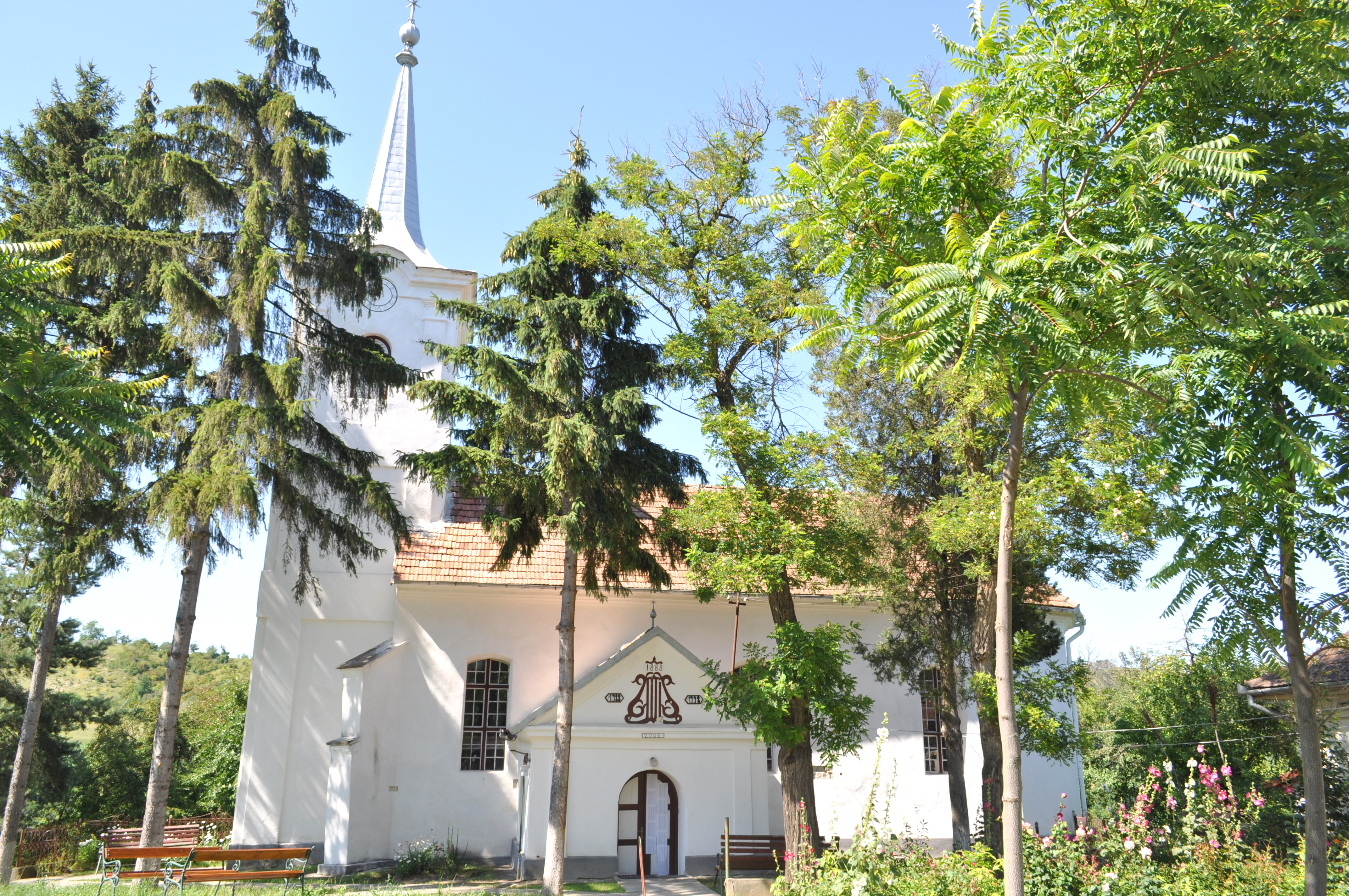
Reformierte Kirche in Papiu Ilarian
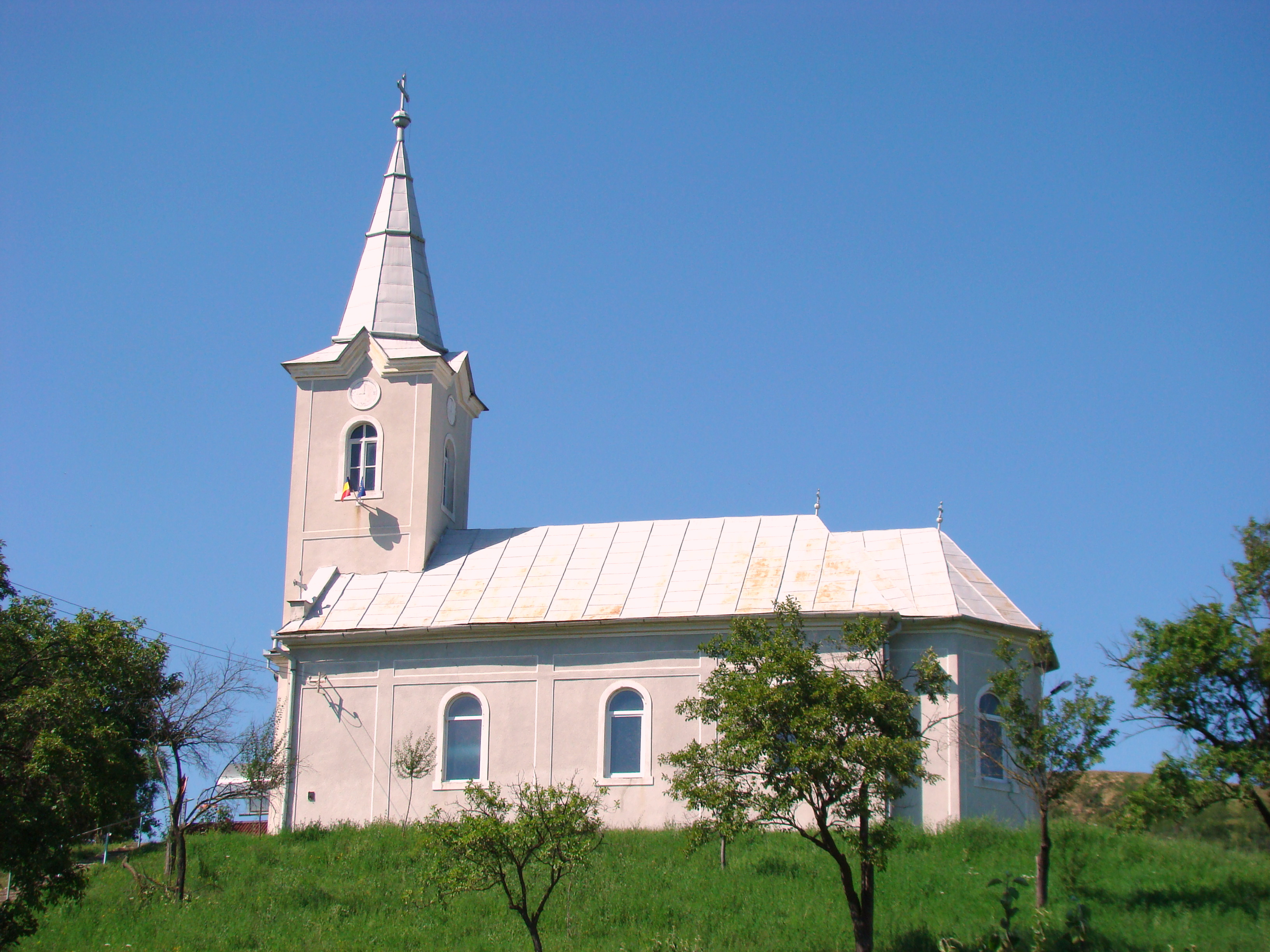
Orthodoxe Kirche in Papiu Ilarian

## Persönlichkeiten
- Hier lebte und wirkte der griechisch-katholische Priester Ioan Pop, der Vater von Alexandru Papiu-Ilarian.[4]